# 渡辺流久里
渡辺 流久里（わたなべ なぐり、1982年11月3日 - ）は、日本の脚本家。2012年2月20日より、クリエイター集団「創造旅団カルミア」制作総指揮として活動。

## 人物
高校卒業後、就職し会社員として勤務。その後、演劇の道を志し会社を退職して劇団へ入る。子供向けの全国公演、小劇場、中劇場、ホール公演、イベントショー、ファミリーコンサート等に出演した後、26歳の時に俳優を引退し脚本家へ転向。日本脚本家連盟ライターズスクール第96期生。
2007年、主宰として劇団なないろ風船を旗揚げ。2012年、クリエイター集団「創造旅団カルミア」を旗揚げ。劇団なないろ風船は活動休止に入る。
渡辺流久里は芸名であり、俳優時代に所属していた劇団の代表に名付けられた。なぐりは、舞台用語の「ナグリ」(とんかち)の意。

## 作品リスト

### 劇団なないろ風船の作品
- 誰かが嘘をついている（2007年）
- 偽物の花は枯れない（2008年）
- わたしたちはカラス（2008年）
- 世界の果てで手を繋ぐ（2009年）
- 闇の中で踊る秘密（2009年）
- Dr.グリーンと7人のクランケ（2009年）
- オムニバス公演「家族」（2010年）
- オムニバス公演「決断」（2010年）
- プロデュース公演「死が二人を別つまで」（2011年※プロデュース）

### 創造旅団カルミアの作品

#### 音声ドラマ
- サウンドシンフォニア第一楽章「1899年のレクイエム」（2012年）
- サウンドシンフォニア第二楽章「2012年のオペレッタ」（2013年）
- サウンドシンフォニア第三楽章「1789年のソナタ」（2015年）
- ドラマCD・旅団によるシンフォニエッタ第1番

「禁断の変奏曲（ヴァリエーション）」（2015年）

#### 舞台公演
- シンフォニックシアター第一幕「1929年のルバート」座・高円寺2（2013年）
- シンフォニックシアター第二幕「2014年のジュビランテ」座・高円寺2（2014年）
- 1800年のラメンタービレ（2012年）
- ある小説家のプロポーズ（2013年）
- 星屑の物語（2013年）
- 俳優たちの物語 / 脚本家たちの物語（2014年）
- 星の軌跡を探して（2015年）

### 他

#### 2008年～2011年
- サウンドドラマ「レプリカブルー」サウンドドラマ制作集団RBプロジェクト　協力・株式会社ゆーりんプロ（2008年）
- サウンドドラマ「レプリカブルーcode:7」同上（2009年）
- サウンドドラマ「神々のヴァーミリオン」同上（2010年）
- ドラマCD「銀色時計のアティエ」同上（2011年）
- サウンドドラマ「モノクロームパレード」同上（2011年）
- 朗読劇「明日の空は誰も知らない」NPO法人ボーダレスアートノーライン（2011年）
- かわさきFMラジオドラマ「camellia」（2011年）

#### 2012年
- すまいるFMラジオドラマ「言えない」
- すまいるFMラジオドラマ「四人目」
- すまいるFMラジオドラマ「エビフライ」
- すまいるFMラジオドラマ「海を目指して」
- サウンドドラマ「チョコレート・リング」（演出・一条和矢）
- PASTEL COLOR「お茶の間戦隊トライジャー」（演出・四反田マイケル）
- ドラマCD「ゴースト・メイデン～幽霊乙女の初恋～＆～幽霊乙女の友情～」株式会社ミュージックバンカー

#### 2013年
- ドラマCD「死神は復讐を囁く」株式会社ミュージックバンカー （出演・清生みさ、蓮未エリナ）
- ドラマCD「絶望のシャングリラ」ボイスチームイコール
- ドラマCD「おじさまファクトリー」株式会社トムス・ミュージック（出演・ 中田譲治 平川大輔 田中秀幸）
- リーディング･シアター「僕らの卒業物語」（監修・松井菜桜子）　株式会社アップアンドアップス
- ルピナスリーディングLIVE「ギリギリ☆エレベータ」「魔王さまの受難」「最後の食卓」

#### 2014年
- ボイスドラマ「リア充撲滅委員会」制作協力・株式会社ジャックポット
- オムニバスドラマCD「Comikal Box」《ポリポリ！》《お嬢様の薔薇色の結婚》《魔法使い辞典》株式会社ミュージックバンカー
- リーディングライブ「VOICE vol.3」あおきぐみプロデュース （演出・宮原弘和）ブローダーハウス
- 表現塾リーディング･シアター「セプテンバーの秘密。」（監修・松井菜桜子）　株式会社アップアンドアップス

#### 2015年
- 朗読劇「はしやすめ」（脚本提供）TACCS1179（俳協ホール）
- リーディングシアター「あやかり草紙」（原作・夏目イサク）協力・株式会社新書館
- ニコニコ生放送（ニコニコ動画）「声優ワークショップ」（プロデュース・しぎのあきら ）※出演
- 朗読劇「ホテル・アニヴェルセール」（監修・松井菜桜子）　株式会社アップアンドアップス
- ゲーム「夢王国と眠れる100人の王子様」 株式会社ジークレスト

#### 2016年
- ドラマCD「リア充撲滅委員会〜カップルは立ち入り禁止！」（出演・村中知 岸尾だいすけ 宮下栄治 他）株式会社ジャックポット
- 舞台「STORIES」（プロデュース・松井菜桜子）株式会社アップアンドアップス  カメリアホール
- ネットドラマ「AKBラブナイト 恋工場 第8話「101通目のラブレター」」（2016年5月12日、ビデオパス・テレ朝動画）[1]
- ネットドラマ「AKBラブナイト 恋工場 第28話「観覧車のジンクス」」（2016年7月27日、ビデオパス・テレ朝動画）[2]
- オーディオドラマ「下北沢南高等学校放送文化部」株式会社Frantiq
- ドラマCD「Replay！」株式会社ミュージックバンカー

#### 2017年
- 舞台「プロメテウスの贖罪」（プロデュース・松井菜桜子 ）株式会社アップアンドアップス 座・高円寺２
- アニメ「恐竜少女ガウ子」TOKYO MX

#### 2018年
- 舞台「スターダスト・インフェルノ Record of farthest」劇団ゲキジョウ!
- 舞台「スターダスト・インフェルノ Destroy the earth」劇団ゲキジョウ!